# 1980-talsvagn
1980-talsvagn är samlingsbenämningen för de personvagnar som mellan 1979 och 1994 levererades till Statens Järnvägar. Vagnstypen konstruerades under 1970-talet.
De vanligaste 1980-talsvagnarna som utgör stommen i SJ:s loktåg är A7 och B7 vilka levererades i 60 respektive 170 exemplar. Skillnaderna mellan 1960-talsvagnarna och 1980-talsvagnarna består främst i en längre vagnskorg, högtalare, miljövänliga toaletter (vakuumtoaletter), fjärrmanövrerade entrédörrar, bekvämare insteg (nedersta trappsteget innanför entrédörren) och inbyggda slutlyktor.
Totalt levererades 365 vagnar. Leveranserna inleddes med sittvagnar med 80 platser och avslutades med en sovvagn med 39 sovplatser. Vagnstypen har aldrig exporterats. Flertalet av vagnarna tillverkades av Kalmar Verkstad men även Kockums i Malmö har byggt flera av dem.

## Beskrivning
Under mitten av 1970-talet hade SJ sedan slutet av 1960-talet inte köpt in några större serier med fjärrtågsvagnar. Samtidigt fanns i SJ:s dåvarande vagnflotta ett stort antal mycket gamla personvagnar, någon tillverkad redan 1914. Under mitten av 1970-talet beställde ett antal operatörer i vissa västeuropeiska länder en serie luftkonditionerade fjärrtågsvagnar i då modernt utförande. Vagnstypen påverkade även utförandet av den svenska vagnserien som då var på gång.
SJ:s vagnserie har en längd över buffertytorna på 26,40 meter samt entrédörrar av skjutdörrstyp, där trappan hamnade på insidan av dörren. De fjärrmanövrerade dörrarna ger kortare stopp än för äldre vagnar, där personal fick gå längs tåget för att stänga dörrarna.
I flera länder utrustades moderna vagnar med boggier anpassade för 200 km/tim med såväl magnetskenebromsar som tysta och mjuka skivbromsar. Den svenska vagnserien fick dock 1950-talsboggier av äldre tyskt ursprung och med blockbromsar av äldre typ. Valet av blockbromsar begränsade topphastigheten till 160 km/tim.
Vagnserien fick till att börja med MD-boggier men senare, när även Asea kunde erbjuda personvagnsboggier med radiellt inställbara hjul, utrustades den ett antal i vagnserien med dessa. Ett mellansteg blev dock B4-vagnen, som fick tysta MD-boggier med skivbromsar. Under 1985 lanserades en ny liggvagn (typ BC4) med mjuka Asea-boggier.
De tidiga sittvagnarna fick salongsinredning. Vagnarna planerades i början ha 88 sittplatser i 2 klass och med endast en ingång per vagn. Senare reducerades antalet säten till 80 platser (stolavstånd 93 cm) samt 2 + 2 säten i bredd. Vagnarna fick ingen luftkonditionering.
En politiskt känslig fråga var möjligheten för rullstolsburna att kunna åka med SJ fjärrtåg. 80-talsvagnarna fick därför en större toalett som skulle underlätta för resenärer med funktionsnedsättningar, men de trånga trapporna i ingångarna omöjliggjorde dock för rullstolsburna att komma ombord. Snart byggdes dock rullstolshissar in  vagnarna.

## Modernisering och trafik under senare tid
Från 2009 och framåt har SJ börjat modernisera många av 1980-talsvagnarna. Sätena har antingen byggts om med nya dynor eller bytts ut helt. Färgvalet invändigt ändrades i syfte att ge inredningen ett modernare utseende.
Vagnarna i denna serie tillhör idag det äldsta som rullar i Sverige. Vagnstypen har på flera områden blivit omodern. Komforten har flera brister såsom trånga stolar (uppemot 80 sittplatser per vagn), en del vagnar har eluttag för varje plats men andra saknar dessa, och vagnarna saknar luftkonditionering. En del vagnar har redan skrotats och fler utskrotningar väntar när nya tåg levereras som ersätter dessa.

## Översikt svenska personvagnar, åttiotalsgenerationen, originalutförande.
Sorterade efter raden "Första leverans"
|                          | B7              | A7              | S1              | B4              | BC4             | S4              | R4              | B2              | UA7             | WL4          | Tot    |
| ------------------------ | --------------- | --------------- | --------------- | --------------- | --------------- | --------------- | --------------- | --------------- | --------------- | ------------ | ------ |
| Allmänt                  |                 |                 |                 |                 |                 |                 |                 |                 |                 |              |        |
| Typ                      | sitt            | sitt            | konf            | sitt            | ligg            | kontor          | rest            | sitt            | sitt            | sov          |        |
| Operatör                 | SJ              | SJ              | SJ              | SJ              | SJ              | Asea            | SJ              | SJ              | SJ              | SJ           |        |
| Tillverkare              | Kalmar Verkstad | Kalmar Verkstad | Kalmar Verkstad | Kalmar Verkstad | Kalmar Verkstad | Kalmar Verkstad | Kalmar Verkstad | Kalmar Verkstad | Kalmar Verkstad | Kockums      |        |
| Beställning              | 1977            | 1977            | 19xx            | 19xx            | 19xx            | 19xx            | 19xx            | 19xx            | 19xx            | 19xx         |        |
| Antal tillverkade        | 170 st          | 60 st           | 1 st            | 35 st           | 31 st           | 1 st            | 15 st           | 22 st           | 3 st            | 27 st        | 365 st |
| Första leverans          | 1979            | 1980            | 1981            | 1984            | 1985            | 1986            | 1987            | 1988            | 1988            | 1990         |        |
| Tomvikt                  | 44,0 t          | 44,0 t          | 44,0 t          | 45,0 t          | 48,0 t          | 44,0 t          | 51,0 t          | 48,0 t          | 48,0 t          | xx,x t       |        |
| Sth                      | 130…160 km/tim  | 130…160 km/tim  | 160 km/tim      | 160 km/tim      | 160 km/tim      | 160 km/tim      | 160 km/tim      | 160 km/tim      | 160 km/tim      | 160 km/tim   |        |
| Korg                     |                 |                 |                 |                 |                 |                 |                 |                 |                 |              |        |
| Längd över stötytor (mm) | 26.400          | 26.400          | 26.400          | 26.400          | 26.400          | 26.400          | 26.400          | 26.400          | 26.400          | 26.400       |        |
| Korglängd (mm)           | 25.900          | 25.900          | 25.900          | 25.900          | 25.900          | 25.900          | 25.900          | 25.900          |                 | 25.900       |        |
| Boggieavstånd (mm)       | 18.500          | 18.500          | 18.500          | 18.500          | 18.500          | 18.500          | 18.500          | 18.500          | 18.500          | 18.500       |        |
| Korghöjd (mm)            | 4.400           | 4.400           | 4.400           | 4.400           | 4.400           | 4.400           | 4.400           | 4.400           | 4.400           | 4.400        |        |
| Korgbredd (mm)           | 3.080           | 3.080           | 3.080           | 3.080           | 3.080           | 3.080           | 3.080           | 3.080           | 3.080           | 3.080        |        |
| Korgmaterial             | stål            | stål            | stål            | stål            | stål            | stål            | stål            | stål            | stål            | stål         |        |
| Typ av koppel            | skruvkoppel     | skruvkoppel     | skruvkoppel     | skruvkoppel     | skruvkoppel     | skruvkoppel     | skruvkoppel     | skruvkoppel     | skruvkoppel     | skruvkoppel  |        |
| Utv yta vägg             | korr plåt       | korr plåt       | korr plåt       | korr plåt       | korr plåt       | korr plåt       | korr plåt       | korr plåt       | korr plåt       | korr plåt    |        |
| Utv färg                 | mörkbrun        | mörkbrun        | mörkbrun/vit    | mörkbrun        | mörkbrun        | vit             | mörkbrun        | mörkbrun        | mörkbrun        | blå/svart    |        |
| Boggier                  |                 |                 |                 |                 |                 |                 |                 |                 |                 |              |        |
| Beteckning               | MD 16           | MD 16 G         | MD 16 S         | MD 83 S         | M 84 S-1        | M 84 S          | M 84 S-2        | MD 84 S-1       | MD S 16 G-2     | xxxxxx       |        |
|                          | M 84 S-1        | M 84 S-1        |                 |                 |                 |                 |                 |                 |                 |              |        |
| Axelavstånd              | 2.500 mm        | 2.500 mm        | 2.500 mm        | 2.500 mm        | 2.600 mm        | 2.600 mm        | 2.600 mm        | 2.600 mm        | 2.500 mm        | x.xxx mm     |        |
|                          | 2.600 mm        | 2.600 mm        |                 |                 |                 |                 |                 |                 |                 |              |        |
| Hjuldiameter -nytt       | 980 mm          | 980 mm          | 980 mm          | 980 mm          | 980 mm          | 980 mm          | xxx mm          | 980 mm          | 980 mm          | xxx mm       |        |
| Primärfjädring           | skruv (MD)      | skruv (MD)      | skruv           | skruv           | skruv           | skruv           | skruv           | gummi           | skruv           | xxxx         |        |
|                          | gummi (M)       | gummi (M)       |                 |                 |                 |                 |                 |                 |                 |              |        |
| Sekundärfjädring         | skruv           | skruv           | skruv           | skruv           | skruv           | skruv           | skruv           | skruv           | skruv           | skruv        |        |
| Broms                    | blockbroms      | blockbroms      | skivbroms       | skivbroms       | skivbroms       | skivbroms       | skivbroms       | skivbroms       | skivbroms       | skivbroms    |        |
|                          | skivbroms       | skivbroms       |                 |                 |                 |                 |                 |                 |                 |              |        |
| Elsystem                 |                 |                 |                 |                 |                 |                 |                 |                 |                 |              |        |
| Samlingsskena            | ja              | ja              | ja              | ja              | ja              | ja              | ja              | ja              | ja              | ja           |        |
| Spänning dito            | 1,0 kV 17 Hz    | 1,0 kV 17 Hz    | 1,0 kV 17 Hz    | 1,0 kV 17 Hz    | 1,0 kV 17 Hz    | 1,0 kV 17 Hz    | 1,0 kV 17 Hz    | 1,0 kV 17 Hz    | 1,0 kV 17 Hz    | 1,0 kV 17 Hz |        |
| Antal faser dito         | enfas           | enfas           | enfas           | enfas           | enfas           | enfas           | enfas           | enfas           | enfas           | enfas        |        |
| Boggiegenerator          | nej             | nej             | nej             | nej             | nej             | nej             | nej             | nej             | nej             | nej          |        |
| Batterispänning          | 24 V            | 24 V            | xx V            | xx V            | xx V            | xx V            | xx V            | xx V            | xx V            | xx V         |        |
| Klimatanläggning         | nej             | nej             | nej             | nej             | nej             | nej             | ja              | nej             | nej             | ja           |        |
| Inredning                |                 |                 |                 |                 |                 |                 |                 |                 |                 |              |        |
| Typ av inredning         | salong          | salong          | konferens       | salong          | kupé (ligg)     | landskap        | rest            | sitt            | salong          | kupé         |        |
| Antal säten              | 80 pl           | 52 pl           | 37 pl           | 46 pl           | 54 pl           | 26 pl           | (48 pl)         | 69 pl           | 41 pl           | (22 pl)      |        |
| Antal säten i bredd      | 2 + 2           | 2 + 1           | (1 + 1)         | 2 + 2           | 3               | xxxx            | (2 + 2)         | 3 + 1           | 2 + 1           | 2            |        |
| Sätesavstånd             | 93 cm           | xxx cm          | xxx cm          | 109 cm          | xxx cm          | xxx cm          | xxx cm          | 106 cm          | xxx cm          | xxx cm       |        |
| Antal ingångar per sida  | 2 st            | 2 st            | 2 st            | 2 st            | 1 st            | 2 st            | 1 st            | 2 st            | 1 st            | 1 st         |        |